# The Model
|  | Denne artikel er oprettet af botten PalnaBot ud fra en ekstern database. Den kan derfor have sproglige fejl eller mangler. Denne skabelon kan fjernes efter kontrol af indholdet. |

The Model er en film instrueret af Mads Matthiesen efter manuskript af Mads Matthiesen, Martin Pieter Zandvliet, Anders Frithiof August.

## Handling
Den unge, danske fotomodel Emma kæmper for det store gennembrud i den parisiske modeverden. Hendes rejse til modeverdens centrum, Paris, og det glamourøse liv som topmodel udvikler sig dog til et sandt drama, da Emma møder den attraktive og noget ældre modefotograf Shane. Emma bliver stormfuldt forelsket, og med Shane ved sin side begynder modebranchens døre at åbne sig for hende. Men snart opdager Emma, at kærligheden også har dystre facetter, og hendes drømme bliver udfordret af både Shane og en uventet, mørk side hos hende selv.